# Odr

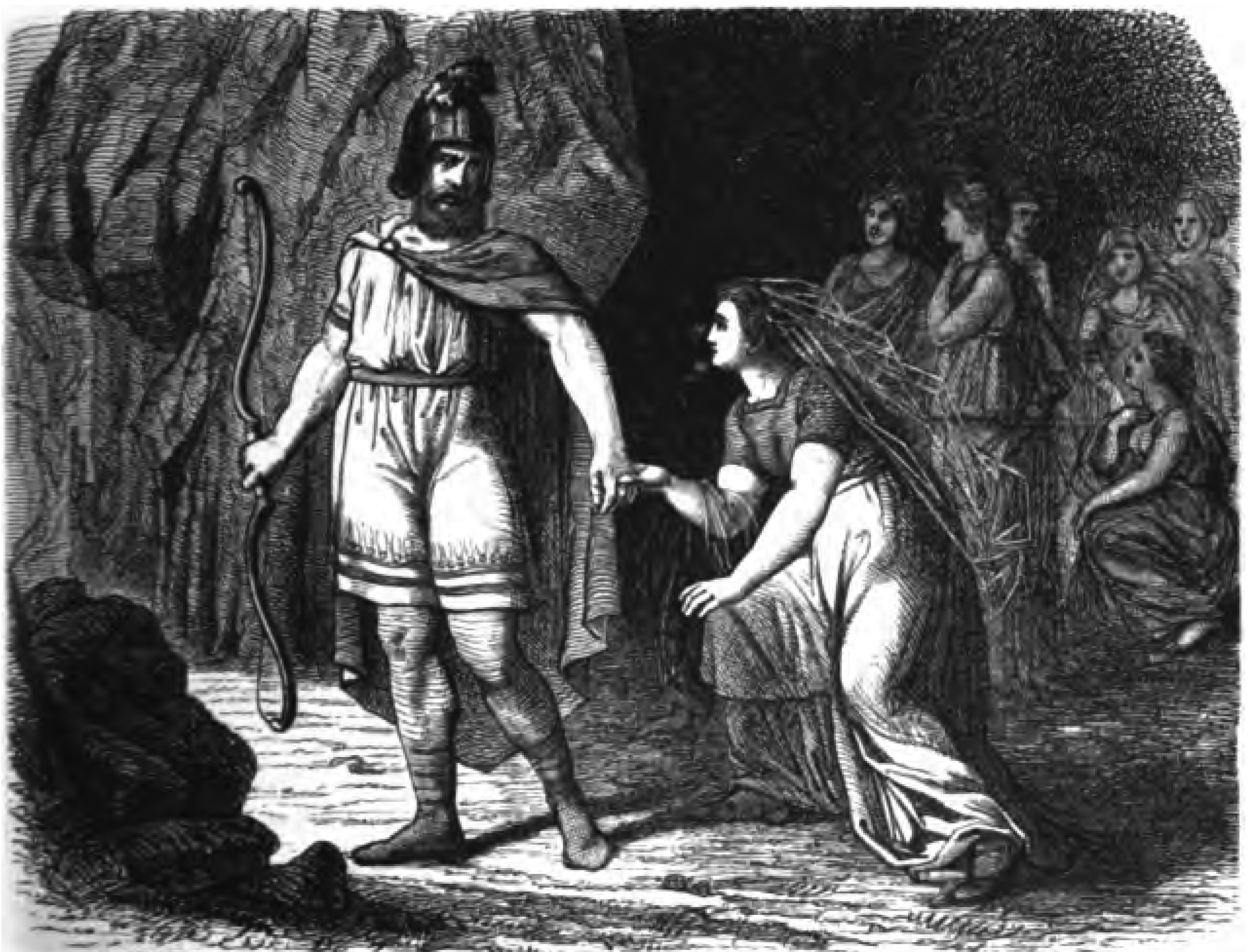
Odr ismét otthagyja a bánatos Freyját (1882), ismeretlen festő

Odr, (Od, Odur, óészaki: Óðr, jelentése „eszeveszett, dühöngő”) egy rejtélyesebb változata Odin főistennek, de Frigg helyett ennek a felesége Freyja. Amikor Odr elindul hosszú és kalandos útjaira, Freyja bánatában vörös arany könnyeket hullat. Két lányuk van, Hnoss (Virág) és Gersimi (Rózsa). Az Odin-Frigg és Odr-Freyja isten-párok között gyakran nem lehet különbséget tenni. Úgy tűnik, azonos szerepet töltenek be a helyi hitvilágtól függően. Minden arra utal, hogy az elválasztásuk, megkülönböztetésük annak a törekvésnek az eredménye, hogy egy némiképp összefüggő rendszert teremtsenek a skandináv istenek bonyolult világában.
Az Eddában is megemlítik nevét,
Hyndla, az óriásnő, így szól Freyjához:
Ódr körül oldalogtál,

vágyón űzőbe vetted,

közben mások is

megvoltak kötényed alatt.

Bolyongj csak, barátném,

csatangolj az éjben,

mint Heidrún kószál,

kecskéit kicsapva.

## Fordítás
- Ez a szócikk részben vagy egészben  az   Od című svéd Wikipédia-szócikk fordításán alapul.  Az eredeti cikk szerkesztőit annak laptörténete sorolja fel. Ez a jelzés csupán a megfogalmazás eredetét és a szerzői jogokat jelzi, nem szolgál a cikkben szereplő információk forrásmegjelöléseként.
- Ez a szócikk részben vagy egészben  az   Óðr című angol Wikipédia-szócikk fordításán alapul.  Az eredeti cikk szerkesztőit annak laptörténete sorolja fel. Ez a jelzés csupán a megfogalmazás eredetét és a szerzői jogokat jelzi, nem szolgál a cikkben szereplő információk forrásmegjelöléseként.